# Massimo Mauceri
Massimo Mauceri (Siracusa, 30 ottobre 1963) è un ex pallamanista italiano.

## Carriera

### Giocatore

#### Club
Dopo aver fatto tutta la trafila nelle giovanili dell'Ortigia Siracusa, debutta in prima squadra nel 1983. Nel 1986 vince il suo primo scudetto con la formazione siciliana. Si ripeterà nei successivi due anni, inanellando con il club che lo lancia nel panorama pallamanistico ben 3 scudetti conditi da due coppe Italia (stagione 1995-96 e 1996-97).

## Palmarès

### Giocatore

#### Club
- Campionato italiano di pallamano maschile: 3

Ortigia Siracusa: 1986-1987
Ortigia Siracusa: 1987-1988
Ortigia Siracusa: 1988-1989
- Coppa Italia (pallamano maschile): 2

Ortigia Siracusa: 1995-1996
Ortigia Siracusa: 1996-1997